# Saphobius nitidulus
Saphobius nitidulus är en skalbaggsart som beskrevs av Thomas Broun 1880. Saphobius nitidulus ingår i släktet Saphobius och familjen bladhorningar. Inga underarter finns listade i Catalogue of Life.